# رقائق الشوكولاتة
رقائق الشيكولاتة، هي قطع صغيرة من الشيكولاتة. ومتوفرة في أحجام عديدة، كبيرة وصغيرة، ولكن عادة ما يكون قطرها أقل من 1 سنتيمتر.